# Dennis Dahlqvist
Bo Dennis Dahlqvist, född 15 oktober 1961,  är en svensk konst- och designkritiker samt föreläsare, moderator och samtalsledare.

## Karriär
Dennis Dahlqvist tog examen på journalistlinjen i Stockholm 1984 och är filosofie magister i konstvetenskap vid Stockholms universitet. Sedan 1990 har han arbetat som kritiker, kurator och föreläsare i konst-, design- och modehistoria. Mellan 1991 och 2009 var han knuten till Expressens kultursida. Men han har också skrivit essäer om konst, design, arkitektur och mode i bland annat Svenska Dagbladet.
1993 grundade och drev Dahlqvist galleriföreningen Ynglingagatan 1 (Y1) där han var kurator för utställningar med svensk och internationell samtidskonst och design fram till 2000. Dahlqvist var också en av initiativtagarna till Smart Show 1995, en alternativ konstmässa för nya, unga gallerier. 
Dahlqvist är kritiker i Sveriges Television. Bland annat deltog han 2000 i TV-programmet Kritikerna och sedan starten 2001 har han medverkat regelbundet i Kulturnyheterna som deras konst- och designkritiker. 
Ett signum för Dahlqvist har varit att han genom åren alltid burit till synes samma skjorta i tv-sammanhang. "Man behöver bara en skjorta", har Dahlqvist svarat kritikerna.